# ناتینگ (آریزونا)
ناتینگ (به انگلیسی: Nothing) یک شهر در ایالات متحده آمریکا است که در شهرستان موهاوی، آریزونا واقع شده‌است. ناتینگ ۰ نفر جمعیت دارد و ۹۹۶٫۱ متر بالاتر از سطح دریا واقع شده‌است.